# Eunkyoung Kim
Eunkyoung Kim (coréen : 김은경) est une chimiste sud-coréenne, professeure au département de génie chimique et biomoléculaire de l'université Yonsei. Ses recherches portent sur la chimie des matériaux, notamment leurs changements de couleur (électrochromatisme) ou lorsqu'ils sont exposés à la lumière (photochromatisme). Ses travaux qui trouvent des applications dans les capteurs et systèmes d’affichages sont récompensés de nombreux prix.

## Biographie
Eunkyoung Kim étudie la chimie à l'Université Yonsei et y obtient un bachelor en science en 1982. Elle passe sa maîtrise à l'Université nationale de Séoul en 1984, puis son doctorat en chimie à l'Université de Houston en 1990. Sa thèse porte sur les « Charge transfer complexes of the nitrosonium cation with arenes (complexes de transfert de charge du cation nitrosonium avec des arènes) »,.  
Kim a ensuite passé deux ans en tant que professeure adjointe à l'Université d'Houston. Elle entre à l'Institut coréen des sciences et technologies en 1992 comme chercheuse. En 2004, elle rejoint l'Université Yonsei. Ces recherches sont liées avec la France par un laboratoire international,. 
En 2018, Kim est nommée présidente de la section coréenne de l'American Chemical Society.

## Travaux
Ses recherches portent sur la chimie des matériaux avec des applications dans des interrupteurs, des capteurs et les systèmes d'affichages. Elle développe des polymères pour les matériaux électrochromiques et photochromiques.
En 2006, avec le chercheur Pierre Audebert, elle est l'une des premières à rapporter un exemple de fenêtre électrofluorochromique (EFC), c'est-à-dire dont la fluorescence peut être modulée avec un stimulus électrique. Les matériaux EFC améliorent les applications des écrans électrochromiques dans l'obscurité, augmentent leur sécurité et leur cryptage. Ces briques élémentaires ont de nombreuses applications en électronique et en optique.Avec son équipe, elle améliore ces matériaux en concevant des substituants pour optimiser leur bistabilité. Afin d'éviter les fuites de charge, ils introduisent des nanoparticules de TiO2 comme couche de stockage d'ions transparente, ce qui a pour effet de réduire la consommation d'énergie des différents matériaux,.  

## Hommages et distinctions
- Femme scientifique de l'année 2001 du ministère coréen des Sciences et Technologies[9] ;
- Prix AMOREPACIFIC 2009 pour les femmes scientifiques les plus remarquables[10] ;
- Professeur distingué Underwood de l'Université Yonsei 2013[11] ;
- Prix Samsung Polymer 2014 de la Société coréenne des polymères[1] ;
- Docteure honoris causa de l'École Normale Supérieure de Cachan en 2015[6] ;
- Membre de l'Académie nationale d'ingénierie de Corée en 2016[1] ;
- Membre de la Société internationale d'optique et de photonique en 2019[12].

## Principales publications
- (en) Jaemoon Yang, Jihye Choi, Doyeon Bang, Eunjung Kim, Eun-Kyung Lim, Huiyul Park, Jin-Suck Suh, Kwangyeol Lee, Kyung-Hwa Yoo, Eun-Kyung Kim, Yong-Min Huh et Seungjoo Haam, « Convertible organic nanoparticles for near-infrared photothermal ablation of cancer cells », Angewandte Chemie International Edition, Wiley, vol. 50, no 2,‎ 1er janvier 2011, p. 441-444 (ISSN 1433-7851 et 1521-3773, OCLC 43968233, PMID 21132823, DOI 10.1002/ANIE.201005075).
- (en) Teahoon Park, Chihyun Park, Byeonggwan Kim, Haejin Shin et Eunkyoung Kim, « Flexible PEDOT electrodes with large thermoelectric power factors to generate electricity by the touch of fingertips », Energy & Environmental Science, RSC, vol. 6, no 3,‎ 2013, p. 788 (ISSN 1754-5692 et 1754-5706, OCLC 256525221, DOI 10.1039/C3EE23729J).
- (en) Jong Kwan Koh, Jeonghun Kim, Byeonggwan Kim, Jong Hak Kim et Eunkyoung Kim, « Highly efficient, iodine-free dye-sensitized solar cells with solid-state synthesis of conducting polymers », Advanced Materials, Allemagne, Wiley-Blackwell, vol. 23, no 14,‎ 18 février 2011, p. 1641-1646 (ISSN 0935-9648 et 1521-4095, PMID 21472792, DOI 10.1002/ADMA.201004715, lire en ligne).